# Universidad Clark
La Universidad Clark (Clark University en inglés) es una universidad privada ubicada en Worcester, Massachusetts, Estados Unidos. Fundada en 1887, está conformada por más de 3.200 estudiantes entre pregrado y postgrado.

## Historia
Durante la celebración de su primer decenio en 1899 (Decennial Celebration) la Universidad organizó una jornada conmemorativa a la que invitó a pronunciar una conferencia a cinco destacados investigadores europeos y les otorgó el título de doctor honoris causa. Estos investigadores fueron Charles Émile Picard, Ludwig Boltzmann, Angelo Mosso, Auguste Forel y Santiago Ramón y Cajal.

### Psicoanálisis
Sigmund Freud fue invitado para dar conferencias (cinco conferencias), acompañado de Carl Jung, Sándor Ferenczi, Ernest Jones y A. A. Brill. Donde describió los síntomas de los pacientes y como fueron trabajando con su colega Josef Breuer en sus inicios.